# Souk Oufella
Souk Oufella (în arabă سوق أوفلا) este o comună din provincia Béjaïa, Algeria.
Populația comunei este de 8.931 de locuitori (2008).